# Andrographis rosulata
Andrographis rosulata är en akantusväxtart som beskrevs av Cornelis Eliza Bertus Bremekamp. Andrographis rosulata ingår i släktet Andrographis och familjen akantusväxter. Inga underarter finns listade i Catalogue of Life.